# Lago Fagnano
O lago Fagnano, também chamado de lago Cami, é um lago de água doce localizado longitudinalmente na porção centro-sul da Ilha Grande da Terra do Fogo, no extremo austral da América do Sul. Sua superfície mede 590 km², sendo que 93% dessa área pertence à Argentina e 7% ao Chile, onde se localiza sua desembocadura.

## Geografia
Apresentando origem tectônica, o  lago Fagnano tem distribuição longitudinal no sentido leste-oeste, totalizando a extensão de aproximadamente 104 quilômetros. Apresenta profundidade máxima superior a  200 metros. Suas águas drenam para o fiorde Almirantazgo, de onde seguem até o estreito de Magalhães.
No entorno de sua porção sul ocorrem escarpas íngremes relacionadas à presença da Cordilheira dos Andes. Já as margens de sua porção norte são demarcadas pela presença de um relevo suavemente ondulado, no qual é possível detectar a presença de antigos terraços lacustres.

Este lago está localizado exatamente sobre a zona da falha Magalhães-Fagnano, demarcando os contatos entre as placas tectônicas Scotia e Sul Americana. 
|              | Chile                                                  | Argentina                                                        |
| ------------ | ------------------------------------------------------ | ---------------------------------------------------------------- |
| Margem Norte | * Rio Alonso * Riachos menores                         | * Riacho Leguizamon * Rio Claro ou Jofré * Vários cursos menores |
| Margem Sul   | * Rio Betbeder (regime sazonal / glacial) * Rio Toledo | * Rio Henenalhikil                                               |